# Жаровница
Жаровница је насељено место у саставу града Лепоглаве у Вараждинској жупанији, Хрватска. До територијалне реорганизације у Хрватској налазила се у саставу старе општине Иванец.

## Становништво
На попису становништва 2011. године, Жаровница је имала 839 становника.

## Попис1991.
На попису становништва 1991. године, насељено место Жаровница је имало 1.027 становника, следећег националног састава:
| Попис 1991.‍   | Попис 1991.‍  | Попис 1991.‍ | Попис 1991.‍ | Попис 1991.‍ |
| ------------- | ------------ | ----------- | ----------- | ----------- |
|               |              |             |             |             |
| Хрвати        | Хрвати       |             | 1.015       | 98,83%      |
| Словенци      | Словенци     |             | 3           | 0,29%       |
| Срби          | Срби         |             | 1           | 0,09%       |
| неопредељени  | неопредељени |             | 1           | 0,09%       |
| непознато     | непознато    |             | 7           | 0,68%       |
| укупно: 1.027 |              |             |             |             |